# ATC (L04)
Jest to część klasyfikacji anatomiczno-terapeutyczno-chemicznej:
- L – Leki przeciwnowotworowe i immunomodulujące
  - L 01 – Cytostatyki
  - L 02 – Leki hormonalne
  - L 03 – Leki immunostymulujące
  - L 04 – Leki immunosupresyjne

Obejmuje ona leki immunosupresyjne:

## L 04 A –Leki immunosupresyjne
- L 04 AA – Selektywne leki immunosupresyjne
  - L 04 AA 03 – immunoglobulina przeciw limfocytom T (otrzymywana z surowicy końskiej)
  - L 04 AA 04 – immunoglobulina przeciw limfocytom T (otrzymywana z surowicy królików)
  - L 04 AA 06 – kwas mykofenolowy
  - L 04 AA 15 – alefacept
  - L 04 AA 19 – gusperimus
  - L 04 AA 22 – abetimus
  - L 04 AA 24 – abatacept
  - L 04 AA 28 – belatacept
  - L 04 AA 32 – apremilast
  - L 04 AA 40 – kladrybina[a]
  - L 04 AA 41 – imlifidaza
  - L 04 AA 48 – belumosudyl
  - L 04 AA 58 – efgartigimod alfa
- L 04 AB – Inhibitory TNF-α
  - L 04 AB 01 – etanercept
  - L 04 AB 02 – infliksymab
  - L 04 AB 03 – afelimomab
  - L 04 AB 04 – adalimumab
  - L 04 AB 05 – certolizumab pegol
  - L 04 AB 06 – golimumab
  - L 04 AB 07 – opinercept
- L 04 AC – Inhibitory interleukin
  - L 04 AC 01 – daklizumab
  - L 04 AC 02 – bazyliksymab
  - L 04 AC 03 – anakinra
  - L 04 AC 04 – rylonacept
  - L 04 AC 05 – ustekinumab
  - L 04 AC 07 – tocylizumab
  - L 04 AC 08 – kanakinumab
  - L 04 AC 09 – briakinumab
  - L 04 AC 10 – sekukinumab
  - L 04 AC 11 – siltuksymab
  - L 04 AC 12 – brodalumab
  - L 04 AC 13 – iksekizumab
  - L 04 AC 14 – sarylumab
  - L 04 AC 15 – syrukumab
  - L 04 AC 16 – guselkumab
  - L 04 AC 17 – tyldrakizumab
  - L 04 AC 18 – ryzankizumab
  - L 04 AC 19 – satralizumab
  - L 04 AC 20 – netakimab
  - L 04 AC 21 – bimekizumab
  - L 04 AC 22 – spesolimab
  - L 04 AC 23 – olokizumab
  - L 04 AC 24 – mirikizumab
  - L 04 AC 25 – lewilimab
- L 04 AD – Inhibitory kalcyneuryny
  - L 04 AD 01 – cyklosporyna
  - L 04 AD 02 – takrolimus
  - L 04 AD 03 – woklosporyna
- L 04 AE – Modulatory receptorów sfingozyno-1-fosforanu (S1P)
  - L 04 AE 01 – fingolimod
  - L 04 AE 02 – ozanimod
  - L 04 AE 03 – siponimod
  - L 04 AE 04 – ponesimod
  - L 04 AE 05 – etrasymod
- L 04 AF – Inhibitory kinazy janusowej
  - L 04 AF 01 – tofacytynib
  - L 04 AF 02 – barycytynib
  - L 04 AF 03 – upadacytynib
  - L 04 AF 04 – filgotynib
  - L 04 AF 05 – itacytynib
  - L 04 AF 06 – peficytynib
  - L 04 AF 07 – deukrawacytynib
  - L 04 AF 08 – ritlecytynib
- L 04 AG – Przeciwciała monoklonalne
  - L 04 AG 01 – muromonab-CD3
  - L 04 AG 02 – efalizumab
  - L 04 AG 03 – natalizumab
  - L 04 AG 04 – belimumab
  - L 04 AG 05 – wedolizumab
  - L 04 AG 06 – alemtuzumab
  - L 04 AG 07 – begelomab
  - L 04 AG 08 – okrelizumab
  - L 04 AG 09 – emapalumab
  - L 04 AG 10 – inebilizumab
  - L 04 AG 11 – anifrolumab
  - L 04 AG 12 – ofatumumab
  - L 04 AG 13 – teprotumumab
  - L 04 AG 14 – ublituksymab
  - L 04 AG 15 – diwozylimab
  - L 04 AG 16 – rozanoliksyzumab
- L 04 AH – Inhibitory kinazy mTOR
  - L 04 AH 01 – sirolimus
  - L 04 AH 02 – ewerolimus
- L 04 AJ – Inhibitory dopełniacza
  - L 04 AJ 01 – ekulizumab
  - L 04 AJ 02 – rawulizumab
  - L 04 AJ 03 – pegcetakoplan
  - L 04 AJ 04 – sutymlimab
  - L 04 AJ 05 – awakopan
  - L 04 AJ 06 – zilukoplan
  - L 04 AJ 07 – krowalimab
  - L 04 AJ 08 – iptakopan
  - L 04 AJ 09 – danikopan
- L 04 AK – Inhibitory dehydrogenazy dihydroorotanowej (DHODH)
  - L 04 AK 01 – leflunomid
  - L 04 AK 02 – teryflunomid
- L 04 AX – Inne
  - L 04 AX 01 – azatiopryna
  - L 04 AX 02 – talidomid
  - L 04 AX 03 – metotreksat
  - L 04 AX 04 – lenalidomid
  - L 04 AX 05 – pirfenidon
  - L 04 AX 06 – pomalidomid
  - L 04 AX 07 – fumaran dimetylu
  - L 04 AX 08 – darwadstrocel
  - L 04 AX 09 – fumaran diroksymelu